# سفوزوپران
سفوزوپران(به انگلیسی: Cefozopran) (INN) یک آنتی بیوتیک سفالوسپورین نسل چهارم است. 
بیشتر سویه‌های Stenotrophomonas maltophilia نسبت به سفوزوپران مقاومت نشان داده‌اند.